# Военно-морские силы Индии

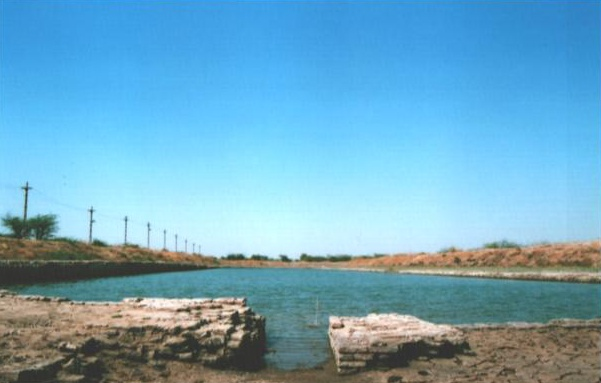
Морской порт Лотхал времён Индской цивилизации в XXIV веке до н. э.

Розовым показаны области, предположительно платившие дань Чола в 1030 году

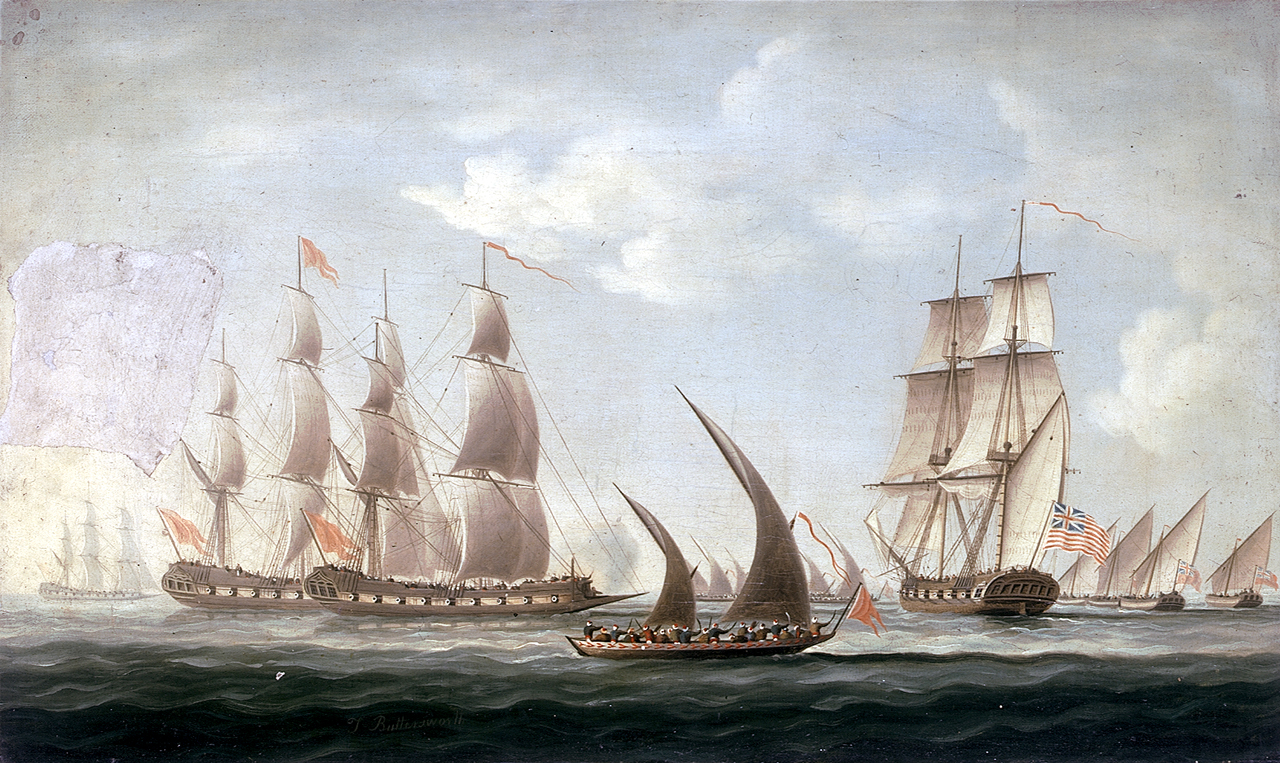
Флот маратхов атакует судно Британской Ост-Индской компании

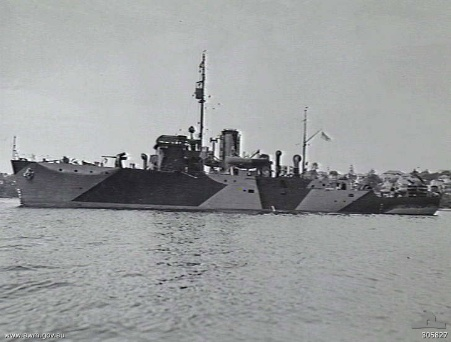
HMIS Бомбей в 1942 году, Королевские ВМС Индии

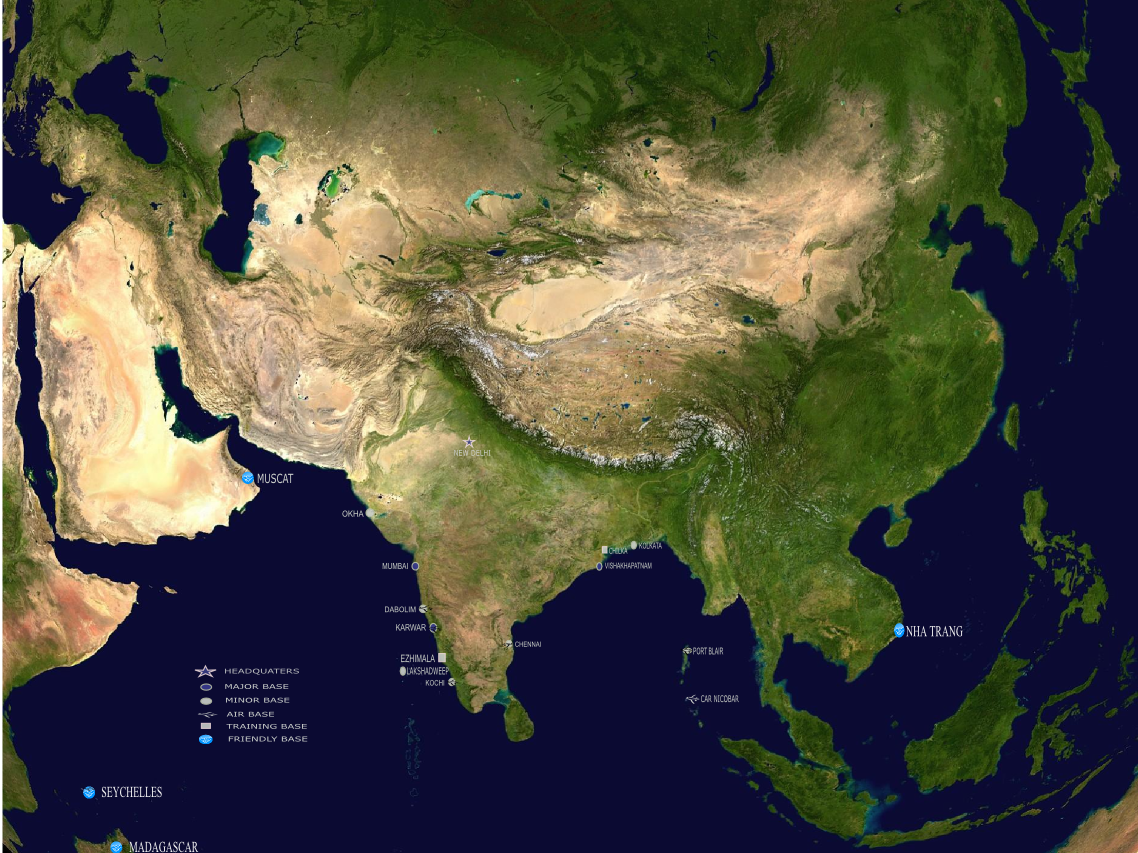
Пункты базирования ВМС Индии

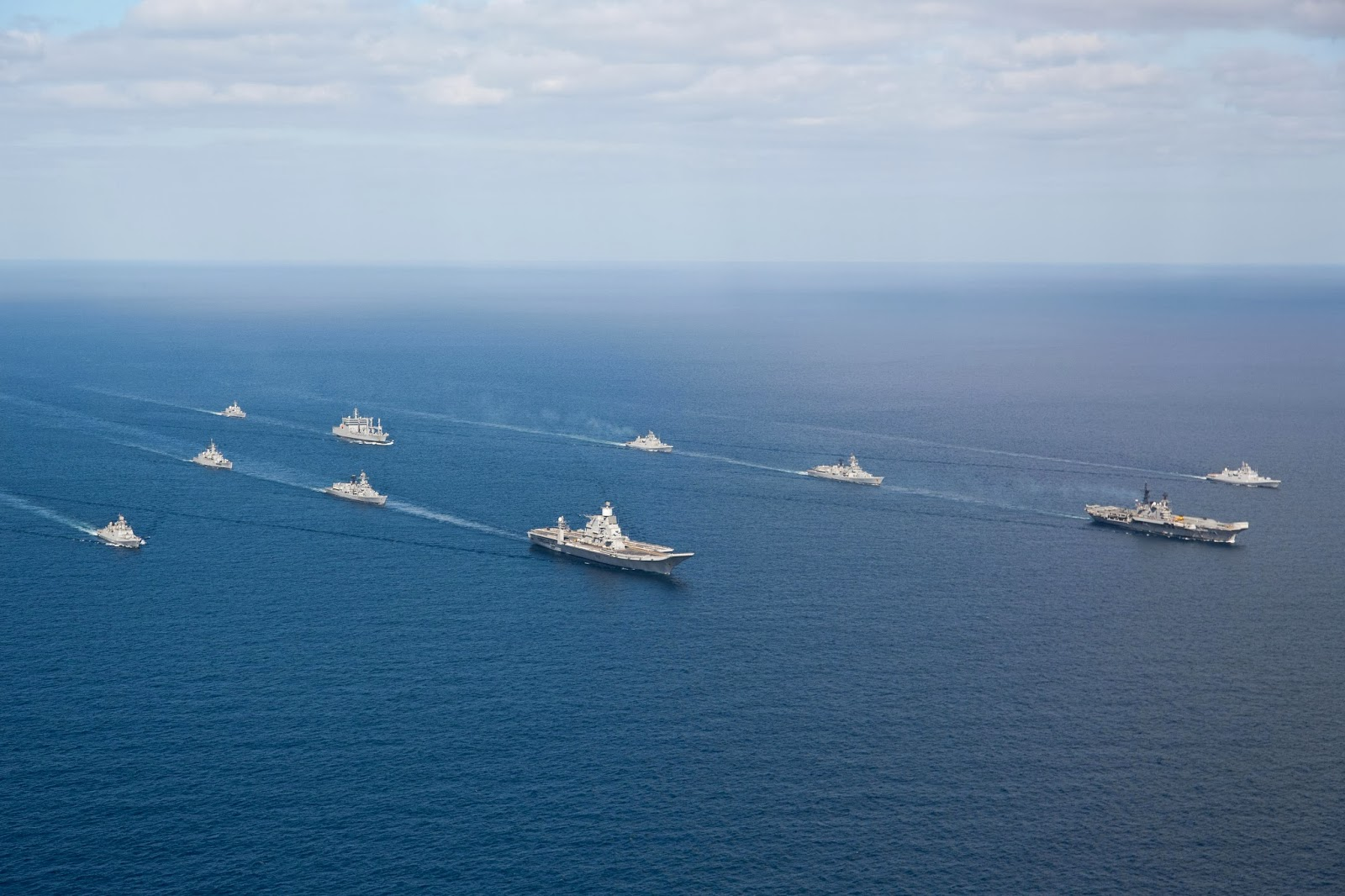
Военно-морские учения ВМС Индии

Военно-морские силы Индии (хинди भारतीय नौसेना, англ. Indian Navy) — один из видов Вооружённых сил Республики Индия.
В основном включают в себя военно-морской флот, военно-морскую авиацию, части и подразделения специального назначения. Командующим является Начальник штаба ВМС Индии.

## История

### Древний период
Индоарийские народы Индии никогда не пользовались репутацией мореплавателей, поскольку их геополитические интересы были обращены скорее на северо-запад и на северо-восток — к Западной Азии, Персии, Центральной Азии, Тибету и Китаю, — нежели к заморским странам. Другой причиной было то обстоятельство, что береговая линия Индии протяжённостью более 5 тысяч км сравнительно слабо расчленена, поэтому естественных гаваней на индийском побережье мало.
Вместе с тем, по данным археологии, мореплавание в Индии существовало ещё в 3-е тысячелетии до н. э. у носителей Хараппской цивилизации, предположительно дравидов.
В доарийские времена дравиды уже вели активную морскую торговлю, в том числе с Месопотамией. В шумерских текстах упоминаются экспедиции в страну Мелухха, под которой, предположительно, подразумевается Протоиндийская цивилизация, имевшая крупный морской порт Лотхал в Камбейском заливе к северу от современного Мумбаи (Бомбея).
Письменные источники на санскрите впервые упоминают организованное мореплавание около 1400 года до н. э. О развитом мореплавании у индоариев нет вполне достоверных свидетельств, однако известный в античном мире труд «Перипл Эритрейского моря» даёт подробное описание морской торговли в Индии в I веке нашей эры, и в нём упоминаются многочисленные индийские порты.
Во время правления южноиндийской тамильской династии Чола ею были завоёваны с моря значительные территории по берегам Бенгальского залива, Малакки и Индонезии. Крупный военный флот царя Раджендры Чолы I совершил опустошительные походы на Шри-Ланку (1017) и государство Шривиджая, располагавшееся на п-ове Малакка и о-ве Суматра (1025).
Позже отдельные правители предпринимали собственные попытки обзавестись военным флотом и господствовать на море. Так, государство маратхов имело в XVII веке регулярный флот, господствовавший, до поражения понесённого от Бомбейской флотилии, на значительном участке западного побережья Индостана.
Новый этап в истории индийского флота наступает после открытия Индии португальским мореплавателем Васко да Гамой в 1498 году. Экспансия португальских завоевателей, не сумевших закрепиться во внутренних районах раздробленной на множество независимых феодальных государств страны, но пытавшихся взять в свои руки всю морскую торговлю, привела к открытой войне. 3 февраля 1509 года произошло крупное морское сражение близ индийского города Диу — между португальским флотом во главе с Франсишку ди Алмейда и объединёнными флотами египетских мамелюков, каликутского заморина и гуджаратского султана — которое привело к фактическому созданию Португальской Индии.

### Колониальный период
В колониальную эпоху Британская Ост-Индская компания создала в 1612 году собственную флотилию, в 1686 названную Бомбейской (англ. Bombay Marine), для защиты торговли. Она взяла на себя значительную часть функций Королевского флота в колонии. Флотилия попеременно носила названия Индийский флот Её Величества (англ. Her Majesty's Indian Navy), Индская флотилия (англ. Indus Flotilla), снова Бомбейская флотилия, Индийская флотилия Её Величества (англ. Her Majesty's Indian Marine) и Королевская Индийская флотилия (англ. Royal Indian Marine). В момент наибольшего роста (1892) она состояла из двух дивизионов — Бомбейского и Бенгальского, и насчитывала свыше 50 кораблей и судов.
Наконец в 1934 году, в знак признания заслуг перед короной, флотилия получила статус Королевского Индийского флота (англ. Royal Indian Navy, RIN), а её корабли — право носить префикс HMIS (англ. His Majesty's Indian Ship).

### Обретение независимости
С получением Индией независимости в 1947 году, новое государство унаследовало и колониальный флот. Когда Индия стала республикой 26 января 1950 года, большинство офицеров были британцами, но флот уже изменил своё название на ВМС Индии и в названиях кораблей стала использоваться приставка INS (Indian Naval Ships). 22 апреля 1958 года вице-адмирал Р. Катари вступил в должность начальника штаба ВМС Индии, став первым индийцем на данном посту.

### Вторжение в Гоа
В 1961 году состоялось первое участие флота в боевом конфликте во время индийского вторжения в Гоа. Индийские корабли оказывали огневую поддержку сухопутным войскам и использовались для высадки морского десанта на побережье Гоа. В ходе операции INS Delhi уничтожил один португальский патрульный катер. Индийские фрегаты INS Betwa и INS Beas  после короткого боя вынудили выброситься на берег португальский фрегат NRP Afonso de Albuquerque.

### Индо-пакистанская война 1965 года
Operation Dwarka

### Операция «Кактус»
Операция индийских вооружённых сил по предотвращению военного переворота Тиграми освобождения Тамил-Илама (ТОТИ) на Мальдивских островах. Ночью 3 ноября 1988 года самолёт Ил-76 индийских ВВС, вылетевший из Агры, десантировал батальон парашютного полка в районе Международного аэропорта Мале. Индийские войска прибыли на остров менее, чем через 12 часов после обращения президента Гаюма. Индийские десантники немедленно взяли аэропорт и в течение нескольких часов восстановили контроль над правительственными учреждениями. Часть наёмников ТОТИ отступила в сторону Шри Ланки на захваченном грузовом судне. Фрегаты индийских ВМФ остановили судно и взяли в плен всех наёмников..

## Организационный состав
ВМС состоят из 4 оперативных командований: 
- Западное командование (штаб в Мумбае)
- Восточное командование(Вишакхапатнам)
- Южное командование (Кочин)
- Дальневосточное командование(Порт-Блэр, зона Андаманских и Никобарских островов).

Административно представлены, без чёткого разделения, управления: администрация, снабжение и МТО, боевая подготовка, два флота (Западный и Восточный), морская авиация, подводные лодки.

## Пункты базирования
Корабли и суда ВМС Индии базируются в 3 основных ВМБ — Кадамба (в районе Гоа), Мумбай, Вишакхапатнам. Кроме того, строится пункт базирования на о. Мадагаскар; флот пользуется правом захода в Оман.

## Боевой состав

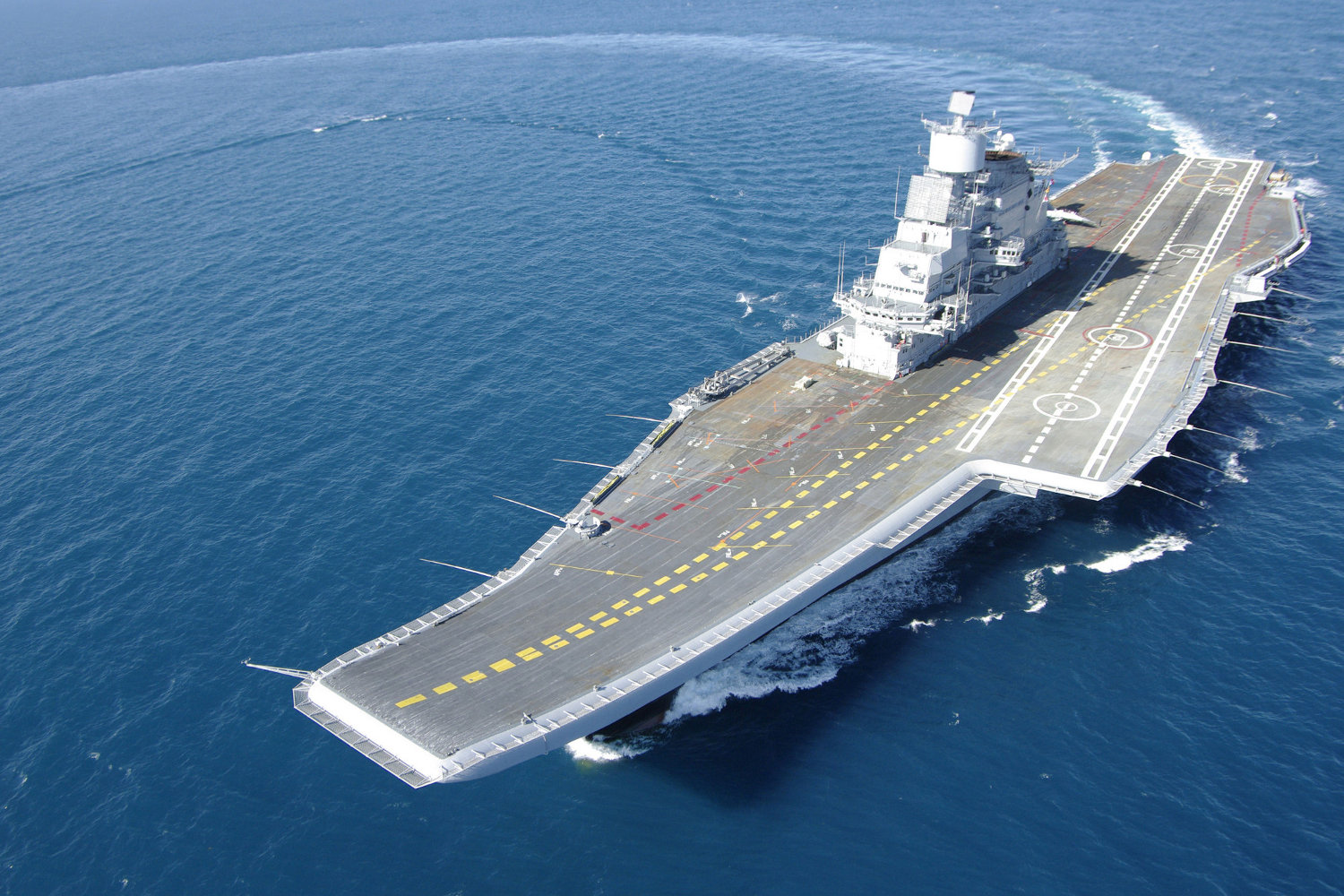
авианосец INS «Викрамадитья» (R33)

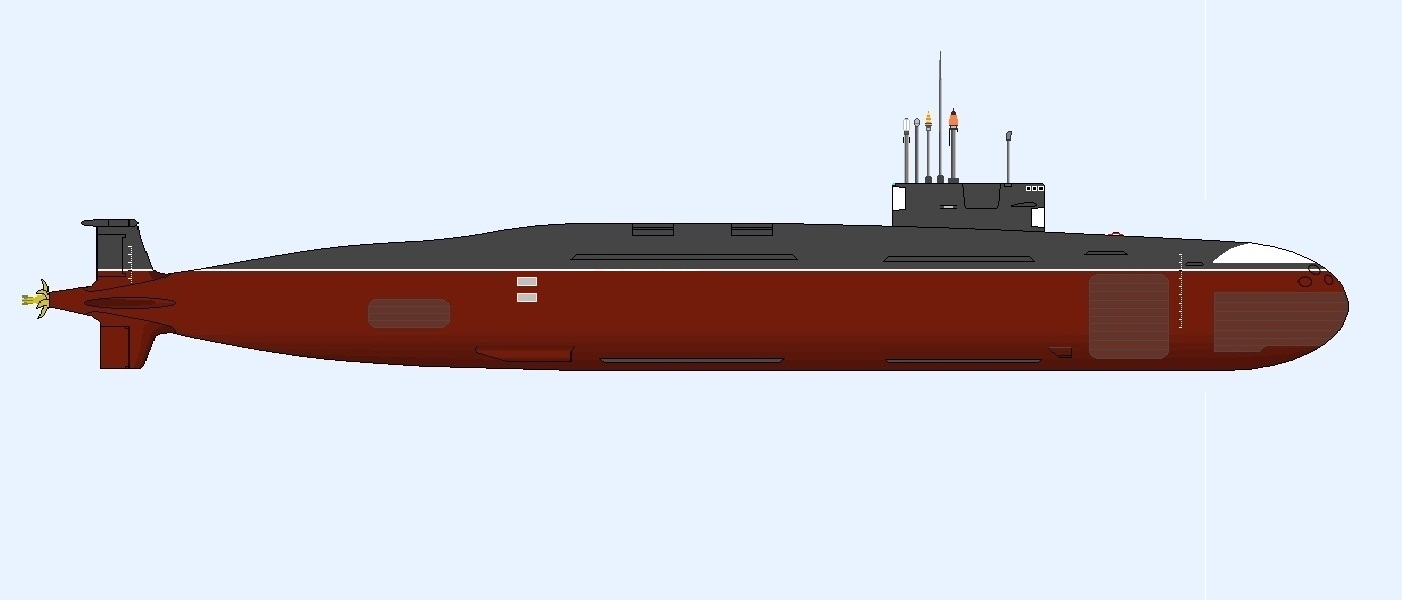
ПЛАРБ INS «Арихант» (S73)

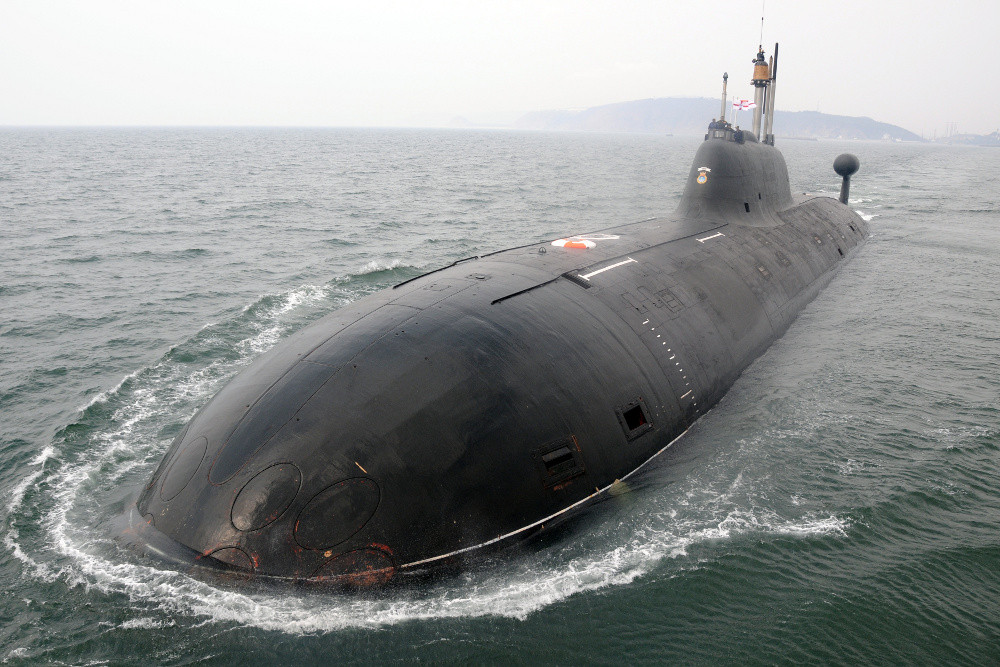
МПЛАТРК INS «Чакра» (S71)

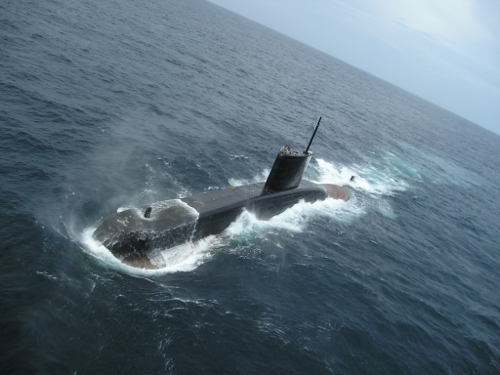
ДЭПЛ INS «Шишумар» (S44)

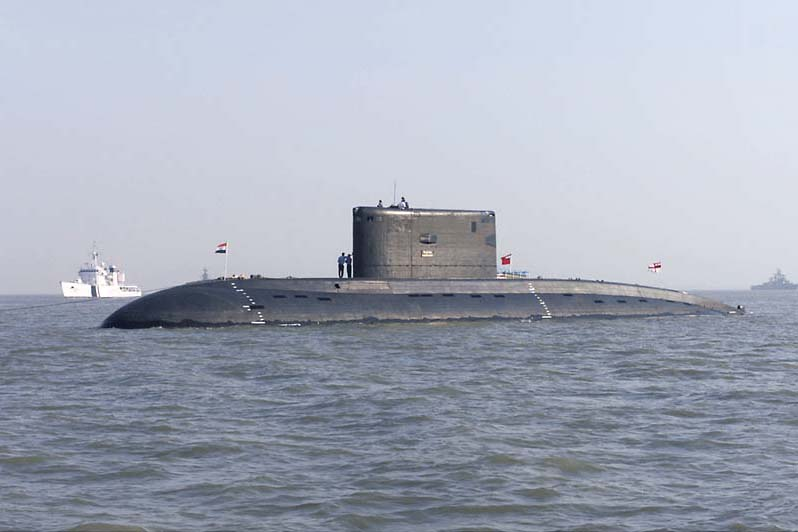
ДЭПЛ INS «Синдуракшак» (S63)

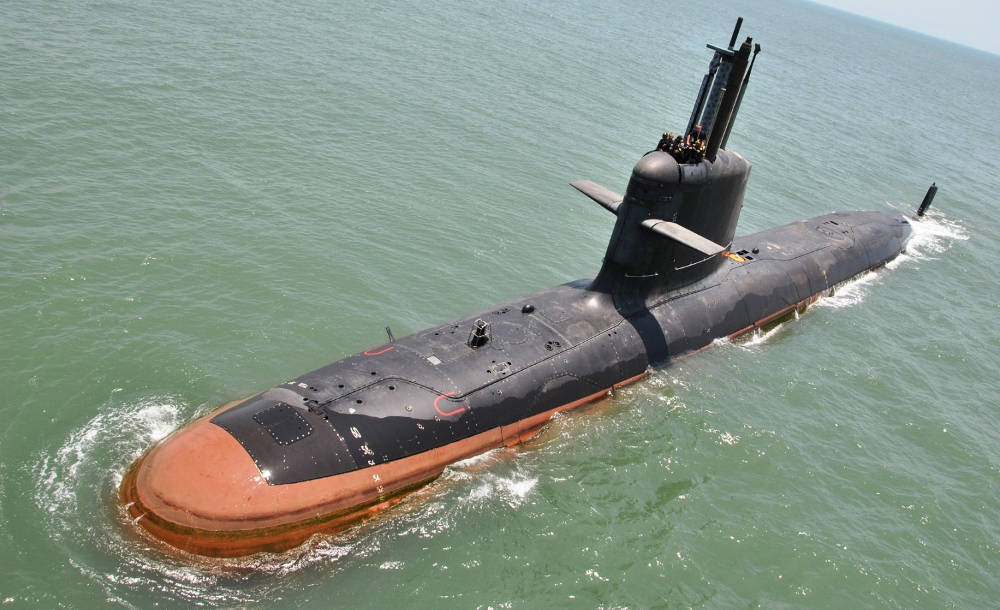
ДЭПЛ INS «Калвари» (S50)

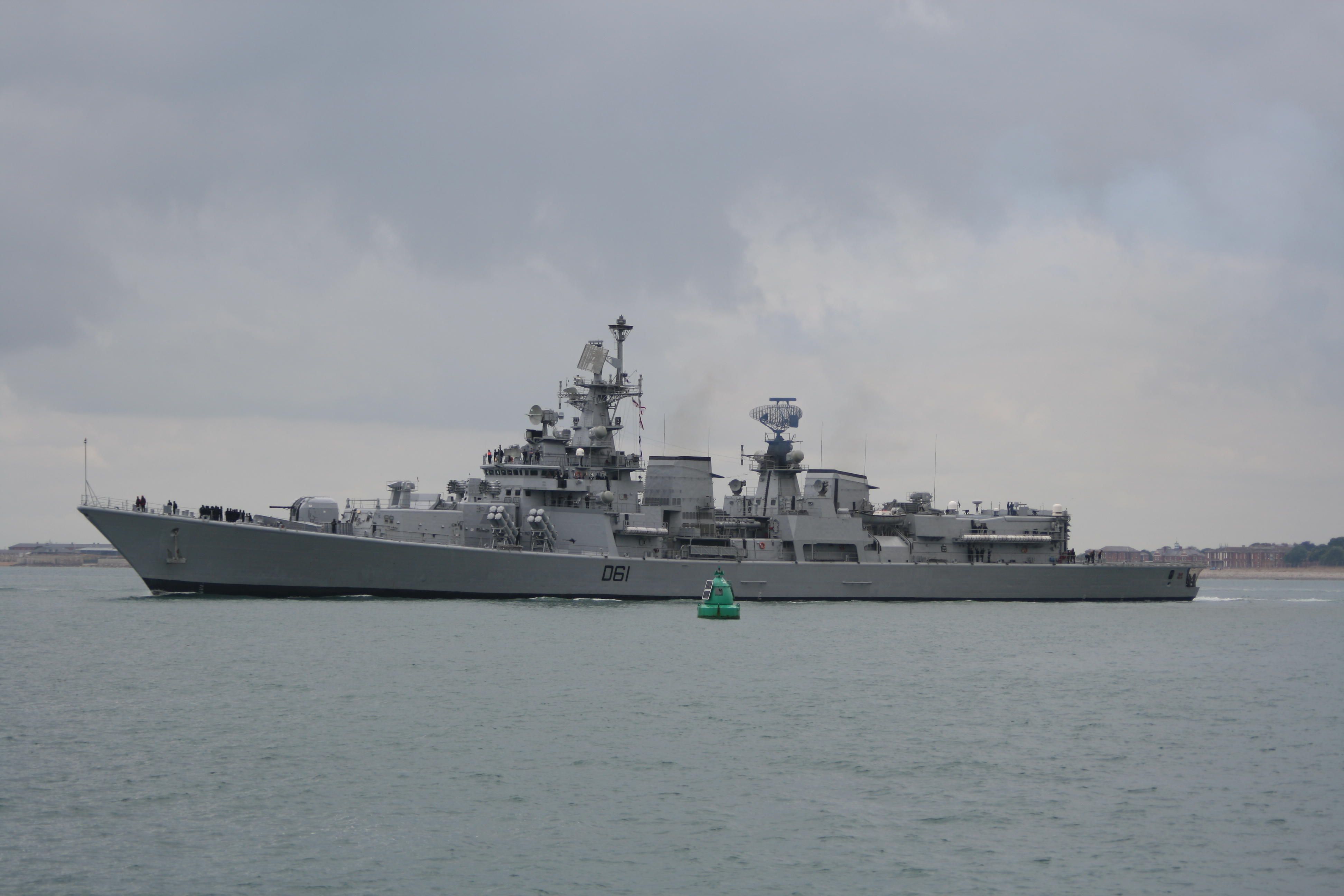
эскадренный миноносец INS «Дели» (D61)

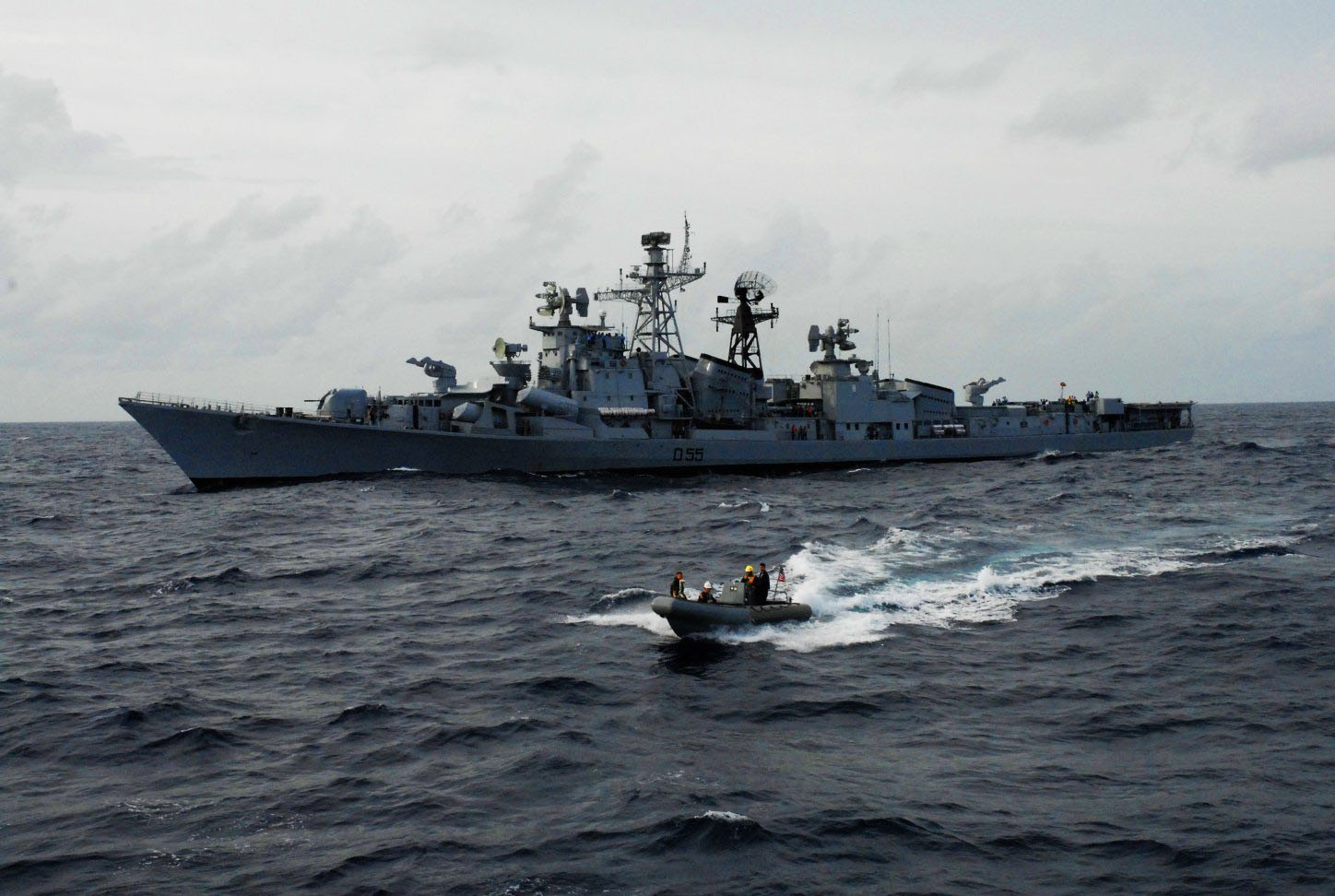
эскадренный миноносец INS «Ранвиджай» (D55)

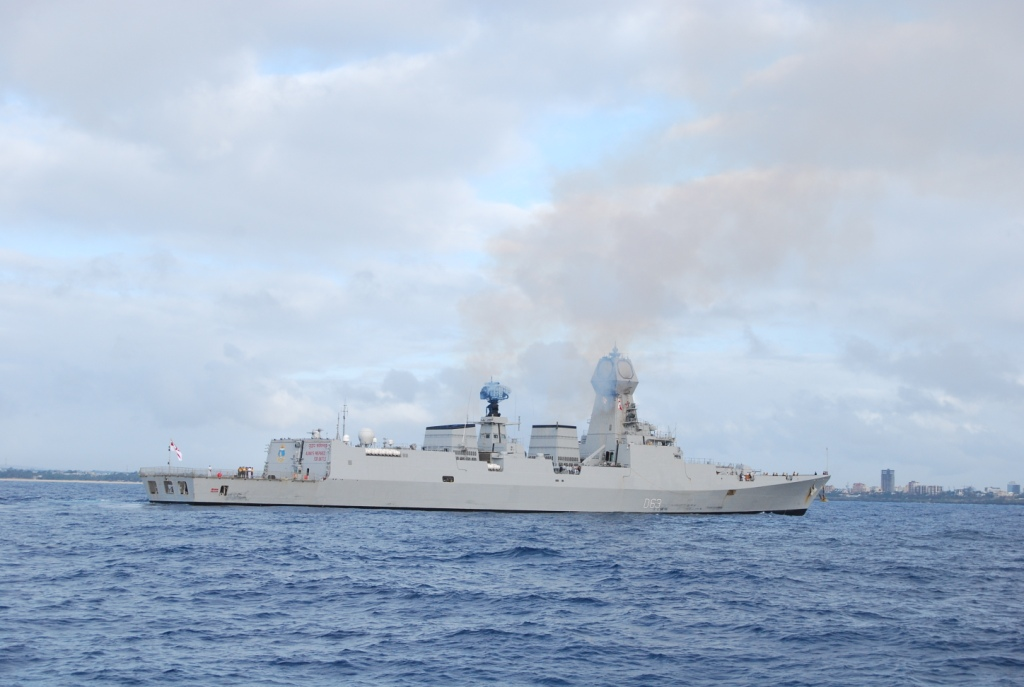
эскадренный миноносец INS «Кольката» (D63)

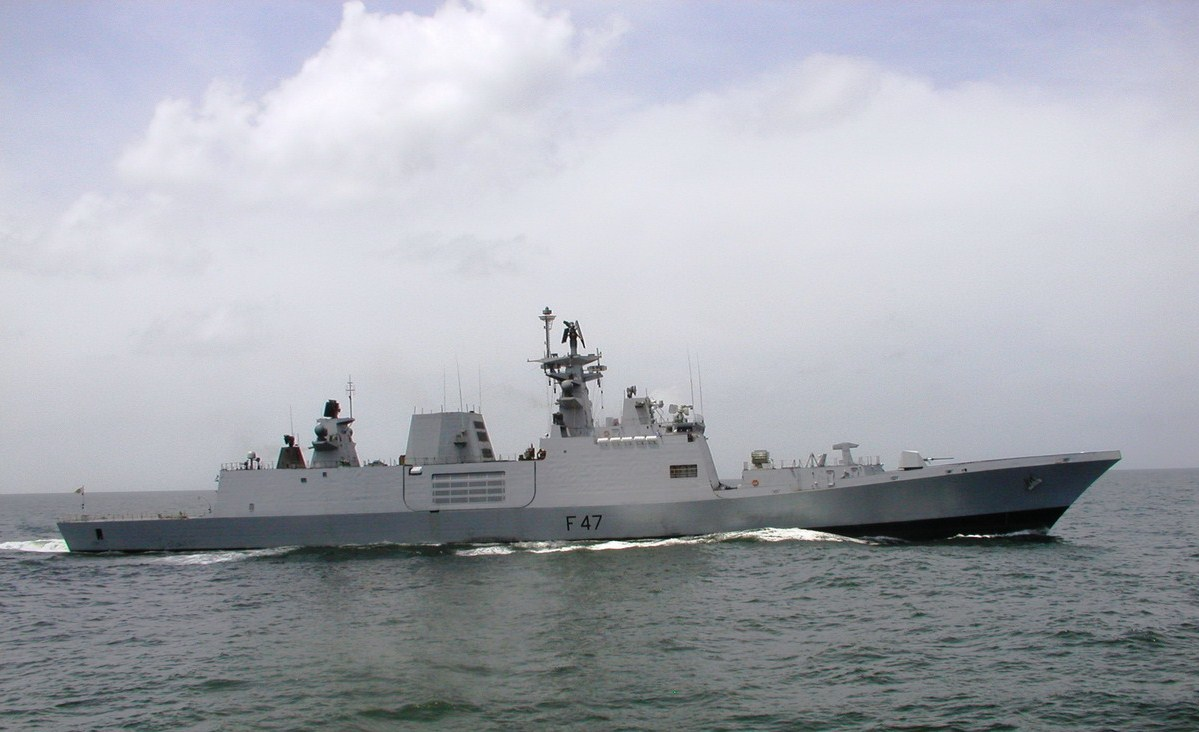
фрегат INS «Шивалик» (F47)

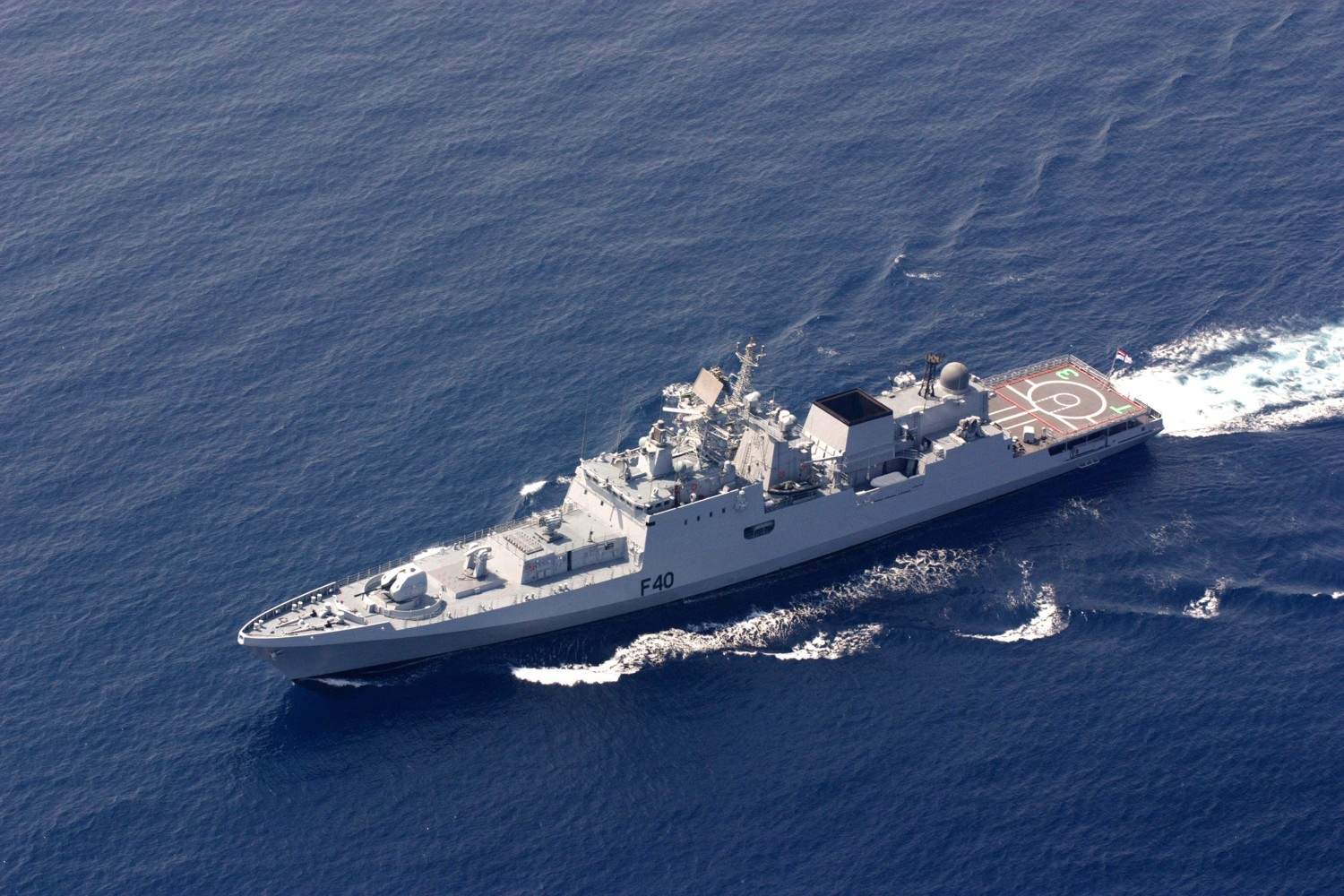
фрегат INS «Тальвар» (F40)

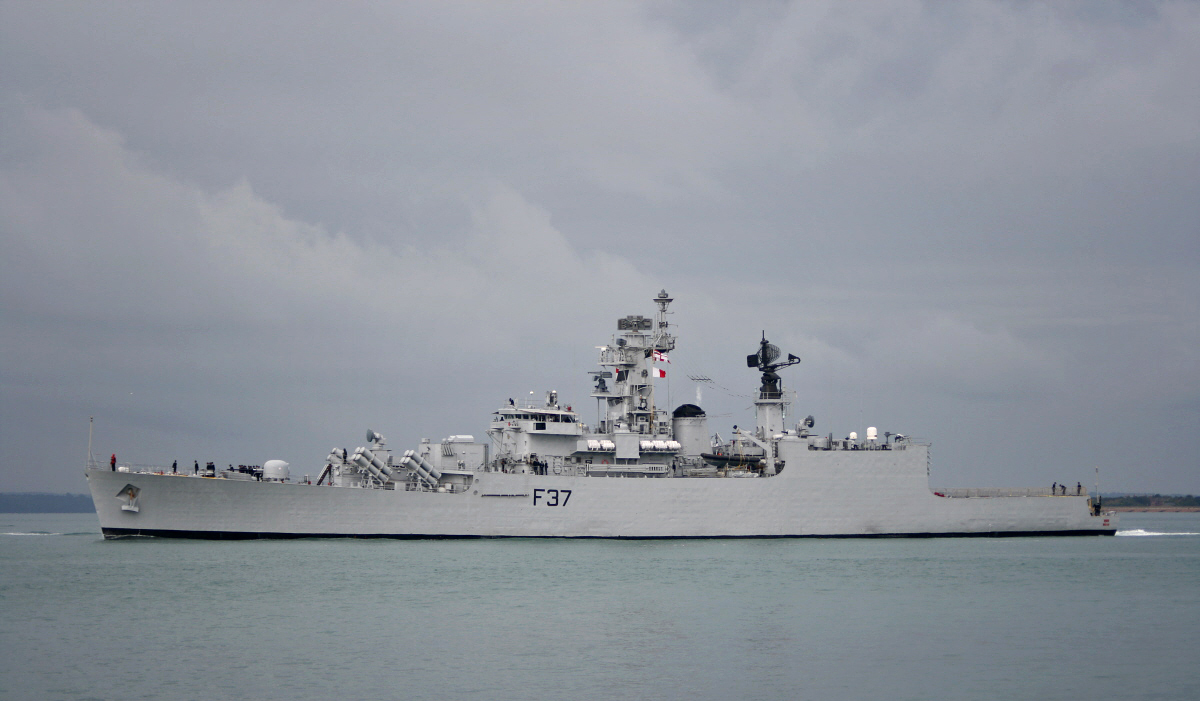
фрегат типа «Годавари»

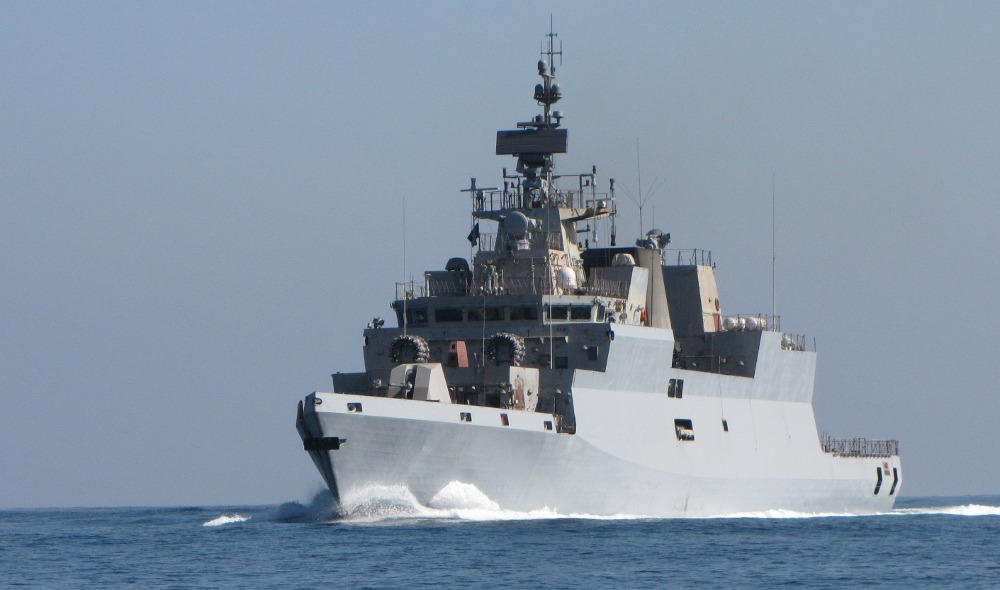
Корвет INS «Karmota» (P28)

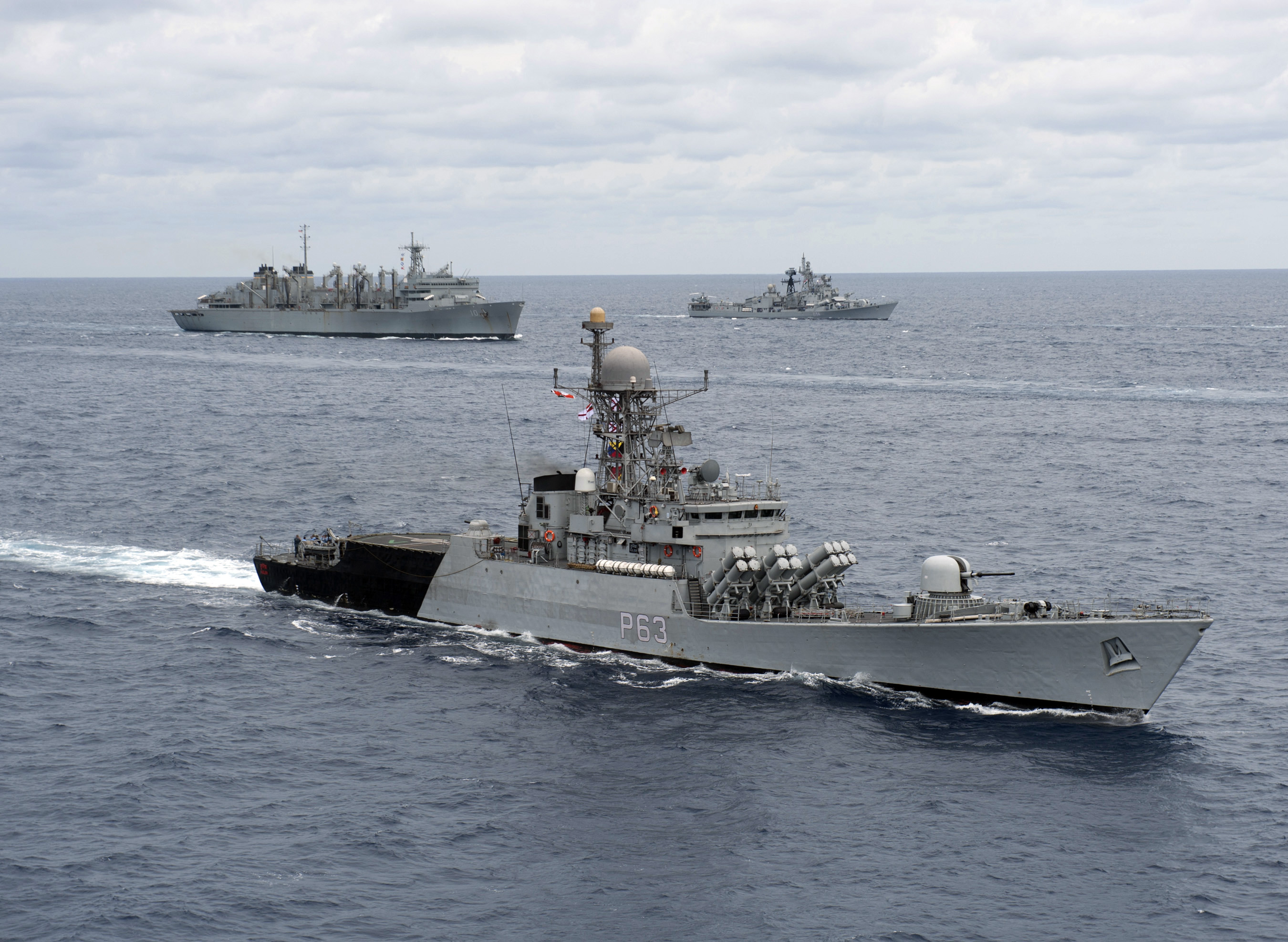
Корвет INS «Kulish» (P63)

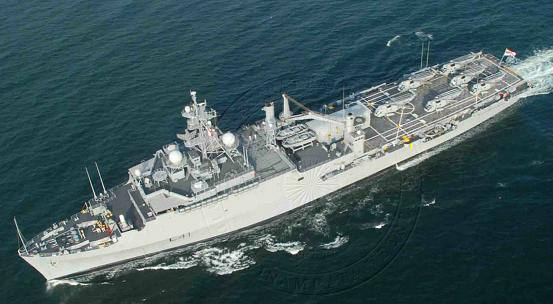
Десантный транспорт-док INS «Джалашва» (L41)

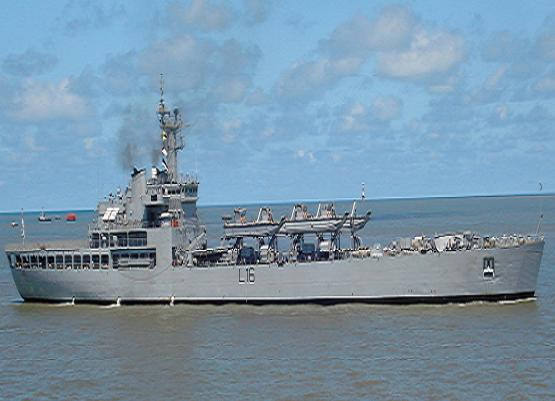
Большой десантный корабль INS Shardul (L16)

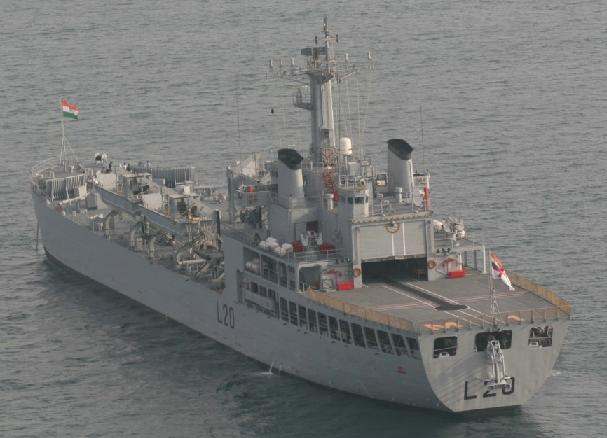
Большой десантный корабль INS Magar(L20)

### Флот
| Тип                                           | Номер вымпела | Наименование       | В составе флота         | Состояние              | Примечания |
| Авианосцы                                     | Авианосцы     | Авианосцы          | Авианосцы               | Авианосцы              | Авианосцы |
| --------------------------------------------- | ------------- | ------------------ | ----------------------- | ---------------------- | --- |
| авианесущий крейсер проекта 1143              | R33           | INS «Викрамадитья» | 14.06.2014              | в строю                | бывший «Адмирал Горшков» |
| авианосец типа «Викрант»                      | R44           | INS «Викрант»      | 1.09.2022               | В строю                | спущена на воду |
| Подводные лодки                               |               |                    |                         |                        | |
| подводная лодка типа «Арихант»                | S73           | INS «Арихант»      | август 2016 года        | В строю                | |
| подводная лодка проекта 971                   | S71           | INS «Чакра»        | с 23 января 2012        | в строю.               | российская атомная подводная лодка К-152 «Нерпа» сдана в лизинг ВМС Индии сроком на 10 лет. Возвращена из лизинга раньше срока из-за аварии. |
| подводная лодка типа 209/1500                 | S44           | INS «Шишумар»      | с 22 сентября 1986 года | в строю                | |
| подводная лодка типа 209/1500                 | S45           | INS «Шанкуш»       | с 20 ноября 1986 года   | в строю                | |
| подводная лодка типа 209/1500                 | S46           | INS «Шалки»        | с 7 февраля 1992 года   | в строю                | |
| подводная лодка типа 209/1500                 | S47           | INS «Шанкул»       | с 28 мая 1994 года      | в строю                | |
| подводная лодка проекта 877ЭКМ                | S55           | INS «Синдугош»     | с 30 апреля 1986 года   | в строю                | |
| подводная лодка проекта 877ЭКМ                | S56           | INS «Синдудвадж»   | с 12 июня 1987 года     | в строю                | |
| подводная лодка проекта 877ЭКМ                | S57           | INS «Синдурадж»    | с 20 октября 1987 года  | в строю                | |
| подводная лодка проекта 877ЭКМ                | S58           | INS «Синдувир»     | с 26 августа 1988 года  | в строю                | |
| подводная лодка проекта 877ЭКМ                | S59           | INS «Синдуратна»   | с 22 декабря 1988 года  | в строю                | |
| подводная лодка проекта 877ЭКМ                | S60           | INS «Синдукесари»  | с 16 февраля 1989 года  | в строю                | |
| подводная лодка проекта 877ЭКМ                | S61           | INS «Синдукирти»   | с 4 января 1990 года    | в строю                | |
| подводная лодка проекта 877ЭКМ                | S62           | INS «Синдувиджай»  | с 8 марта 1991 года     | в строю                | |
| подводная лодка проекта 877ЭКМ                | S65           | INS «Синдушастра»  | с 19 июля 2000 года     | в строю                | |
| подводная лодка типа «Скорпене»               | S21           | INS Kalvari        | 2017                    | в строю                | |
| подводная лодка типа «Скорпене»               | S22           | INS Khanderi       | 2019                    | в строю                | |
| подводная лодка типа «Скорпене»               | S23           | INS Karanj         | 2021                    | в строю                | |
| подводная лодка типа «Скорпене»               | S24           | INS Vela           | 2021                    | в строю                | |
| подводная лодка типа «Скорпене»               | S25           | INS Vagir          | 2023                    | в строю                | |
| подводная лодка типа «Скорпене»               | S26           | INS Vagsheer       | 2025                    | в строю                | |
| Эскадренные миноносцы                         |               |                    |                         |                        | |
| эскадренный миноносец типа «Дели»             | D61           | INS «Дели»         | нет данных              | в строю                | |
| эскадренный миноносец типа «Дели»             | D62           | INS «Майсур»       | нет данных              | в строю                | |
| эскадренный миноносец типа «Дели»             | D63           | INS «Мумбай»       | нет данных              | в строю                | |
| большой противолодочный корабль проекта 61-МЭ | D51           | INS «Раджпут»      | с 13 сентября 1980 года | в строю                | |
| большой противолодочный корабль проекта 61-МЭ | D52           | INS «Рана»         | с 28 июня 1982 года     | в строю                | |
| большой противолодочный корабль проекта 61-МЭ | D53           | INS «Ранджит»      | с 24 ноября 1983 года   | в строю                | |
| большой противолодочный корабль проекта 61-МЭ | D54           | INS «Ранвир»       | с 28 октября 1986 года  | в строю                | |
| большой противолодочный корабль проекта 61-МЭ | D55           | INS «Ранвиджай»    | с 15 января 1988 года   | в строю                | |
| эскадренный миноносец типа «Кольката»         | D63           | INS «Колката»      | 16.08.2014.             | В строю                | |
| эскадренный миноносец типа «Кольката»         | D64           | INS «Кочи»         | 30.09.2015.             | В строю                | |
| эскадренный миноносец типа «Кольката»         | D65           | INS «Ченнай»       | 21.11.2016.             | В строю                | |
| Фрегаты                                       |               |                    |                         |                        | |
| фрегат типа «Шивалик»                         | F47           | INS «Шивалик»      | 29.04.2010              | в строю                | |
| фрегат типа «Шивалик»                         | F48           | INS «Сатпура»      | 03.2011                 | в строю                | |
| фрегат типа «Шивалик»                         | F49           | INS «Саядри»       | 05.2011                 | в строю                | |
| фрегат типа «Тальвар»                         | F40           | INS «Тальвар»      | 18.06.2003              | в строю                | |
| фрегат типа «Тальвар»                         | F43           | INS «Тришул»       | 25.06.2003              | в строю                | |
| фрегат типа «Тальвар»                         | F44           | INS «Табар»        | 19.04.2004              | в строю                | |
| фрегат типа «Тальвар»                         | F45           | INS «Тэг»          | 27.04.2012              | в строю                | |
| фрегат типа «Тальвар»                         | F46           | INS «Таркаш»       | 09.11.2012              | в строю                | |
| фрегат типа «Тальвар»                         | F50           | INS «Триканд»      | 29.06.2013              | в строю                | |
| Фрегаты типа «Брахмапутра»                    | F31           | INS «Брахмапутра»  | 14 апреля 2000          | в строю                | |
| Фрегаты типа «Брахмапутра»                    | F37           | INS «Биас»         | 11 июля 2005            | в строю                | |
| Фрегаты типа «Брахмапутра»                    | F39           | INS «Бетва»        | 7 июля 2004             | в строю                | |
| фрегат типа «Годавари»                        | F20           | INS «Годавари»     | с 10 декабря 1983 года  | в строю                | |
| фрегат типа «Годавари»                        | F21           | INS «Гомати»       | с 16 апреля 1988 года   | в строю                | |
| фрегат типа «Годавари»                        | F22           | INS «Ганга»        | с 30 декабря 1985 года  | в строю                | |
| Корветы                                       |               |                    |                         |                        | |
| Корветы типа «Karmota»                        | P28           | INS «Кармота»      | с 30 августа 2014 год   | в строю                | |
| Корветы типа «Karmota»                        | P29           | INS «Кадмат»       | с 7 января 2016 год     | в строю                | |
| Корветы типа «Karmota»                        | P30           | INS «Килтан»       |                         | Строится. Готов корпус | |
| Корветы типа «Karmota»                        | P31           | INS «Кавратти»     |                         | Строится. Готов корпус | |
| Корветы типа «Kora»                           | P61           | INS «Kora»         |                         |                        | |
| Корветы типа «Kora»                           | P62           | INS «Kirch»        |                         |                        | |
| Корветы типа «Kora»                           | P63           | INS «Kulish»       |                         |                        | |
| Корветы типа «Kora»                           | P64           | INS «Karmuk»       |                         |                        | |
| Корветы типа «Khukri»                         | P49           | INS «Khukri»       |                         |                        | |
| Корветы типа «Khukri»                         | P46           | INS «Kuthar»       |                         |                        | |
| Корветы типа «Khukri»                         | P44           | INS «Kirpan»       |                         |                        | |
| Корветы типа «Khukri»                         | P47           | INS «Khanjar»      |                         |                        | |
| Корветы типа «Abhay»                          | P33           | INS «Abhay»        |                         |                        | |
| Корветы типа «Abhay»                          | P34           | INS «Ajay»         |                         |                        | |
| Корветы типа «Abhay»                          | P35           | INS «Akshay»       |                         |                        | |
| Корветы типа «Abhay»                          | P36           | INS «Agray»        |                         |                        | |
| Корветы типа «Veer»                           |               |                    |                         |                        | 10 в строю |
| Сторожевые корабли                            |               |                    |                         |                        | |
| сторожевой корабль типа «Сараю»               |               |                    |                         |                        | 4 в строю |
| сторожевой корабль типа «Сукания»             |               |                    |                         |                        | 6 в строю |
| сторожевой корабль типа «Кар-никобар»         |               |                    |                         |                        | 13 в строю |
| сторожевой корабль типа «Бангарам»            |               |                    |                         |                        | 4 в строю |
| Минные тральщики                              |               |                    |                         |                        | |
| морской тральщик проекта 266М                 |               |                    |                         |                        | 6 в строю |
| Десантные корабли                             |               |                    |                         |                        | |
| Десантные транспорты-доки типа «Остин»        | L41           | INS «Джалашва»     |                         | в строю                | |
| Большой десантный корабль Shardul             | L16           | INS «Shardul»      |                         | в строю                | |
| Большой десантный корабль Shardul             | L17           | INS «Kesari»       |                         | в строю                | |
| Большой десантный корабль Shardul             | L18           | INS «Airavat»      |                         | в строю                | |
| Большой десантный корабль Magar               | L20           | INS «Magar»        |                         | в строю                | |
| Большой десантный корабль Magar               | L23           | INS «Gharial»      |                         | в строю                | |

### Вспомогательные корабли
- 6 малых десантных кораблей
- 1 плавучая база подводных лодок
- 1 спасательное судно ПЛ
- 3 танкера-заправщика
- 6 танкеров
- 3 транспорта
- 15 буксиров
- 2 учебных корабля
- 2 учебных парусных судна
- 1 Океанографическое исследовательское судно
- 10 гидрографических судов

### Боевые Катера

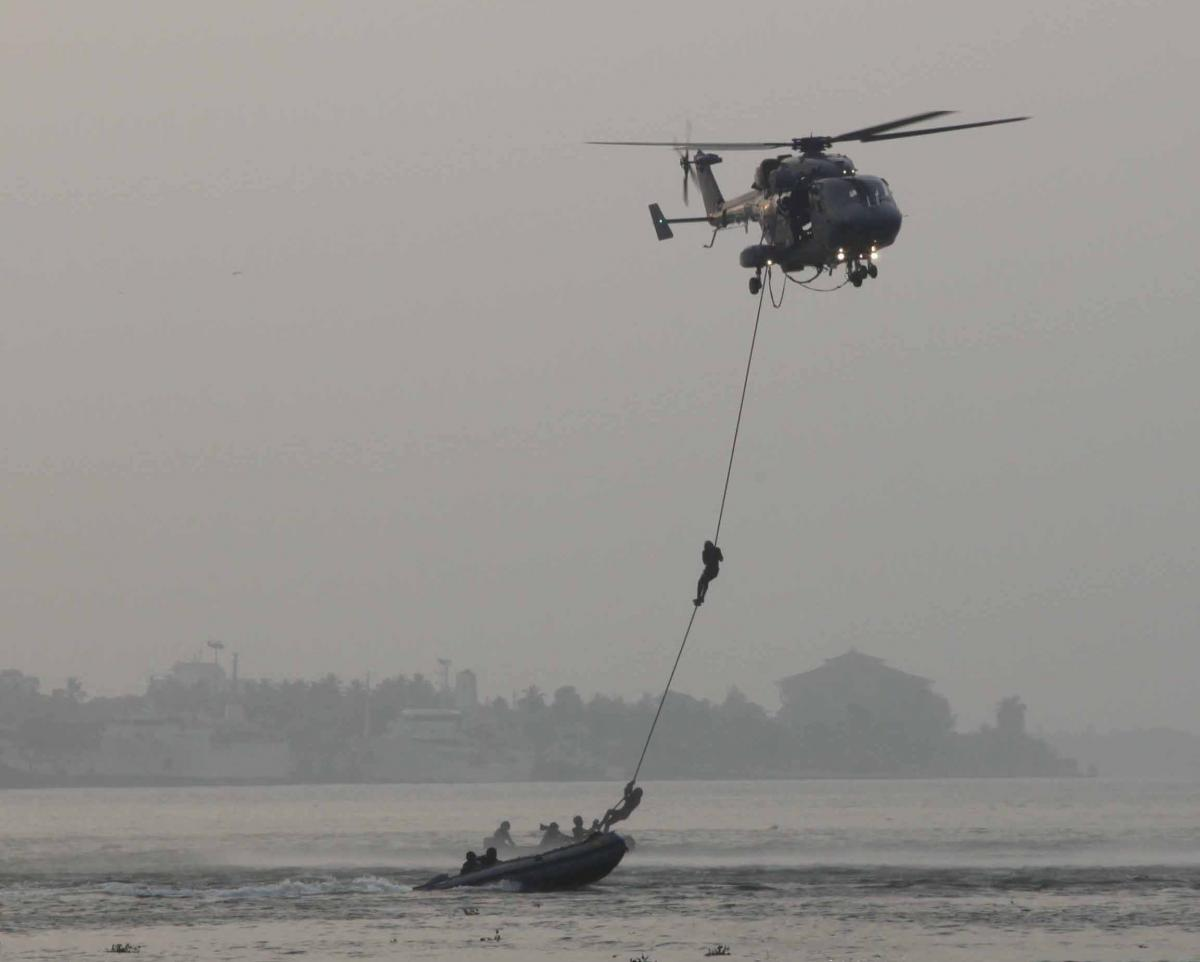

- 8 больших патрульных катеров
- 5 малых патрульных катеров

### Морская авиация
| Тип                                                                                                | Производство   | Назначение                                                                         | Количество | Примечания |          |
| Самолёты                                                                                           | Самолёты       | Самолёты                                                                           | Самолёты   | Самолёты | Самолёты |
| -------------------------------------------------------------------------------------------------- | -------------- | ---------------------------------------------------------------------------------- | ---------- | --- | -------- |
| МиГ-29К МиГ-29КУБ                                                                                  | Россия         | палубный многоцелевой истребитель палубный учебный истребитель                     | 39         | Всего заказано 45 самолётов |          |
| Ил-38SD                                                                                            | СССР           | дальний морской патрульный самолёт                                                 | 5          | |          |
| Boeing P-8I «Нептун»                                                                               | США            | дальний морской патрульный самолёт                                                 | 8          | Предназначены для замены Ту-142М. |          |
| Dornier Do 228                                                                                     | Индия          | многоцелевой самолёт                                                               | 25         | Из них 13 13 Do-228-101. Лицензионная сборка |          |
| HAL HJT-16 Kiran                                                                                   | Индия          | учебно-тренировочный самолёт                                                       | 20         | HJT-16 Kiran MkII |          |
| Britten-Norman BN-2 Islander                                                                       | Великобритания | учебно-тренировочный самолёт                                                       | 8          | |          |
| Hawk Mk. 132                                                                                       | Великобритания | учебно-тренировочный самолёт                                                       | 11         | |          |
| Вертолёты                                                                                          |                |                                                                                    |            | |          |
| Ка-31                                                                                              | СССР           | вертолёт РЭБ                                                                       | 14         | |          |
| Ка-28                                                                                              | СССР           | противолодочный вертолёт                                                           | 14         | |          |
| Westland Sea King Mk.42 Westland Sea King Mk.42А Westland Sea King Mk.42B Westland Sea King Mk.42С | Великобритания | противолодочный вертолёт транспортный вертолёт                                     | 40         | американский вертолёт Sikorsky SH-3 Sea King по лицензии производился в Великобритании Из них: 21 Sea King Mk42A 14 Sea King Mk42B 5 Sea King Mk42C     |          |
| MH-60R                                                                                             | США            | противолодочный вертолёт                                                           | 5          | заказано 24 единицы |          |
| HAL Dhruv                                                                                          | Индия          | лёгкий многоцелевой вертолёт                                                       | 8          | |          |

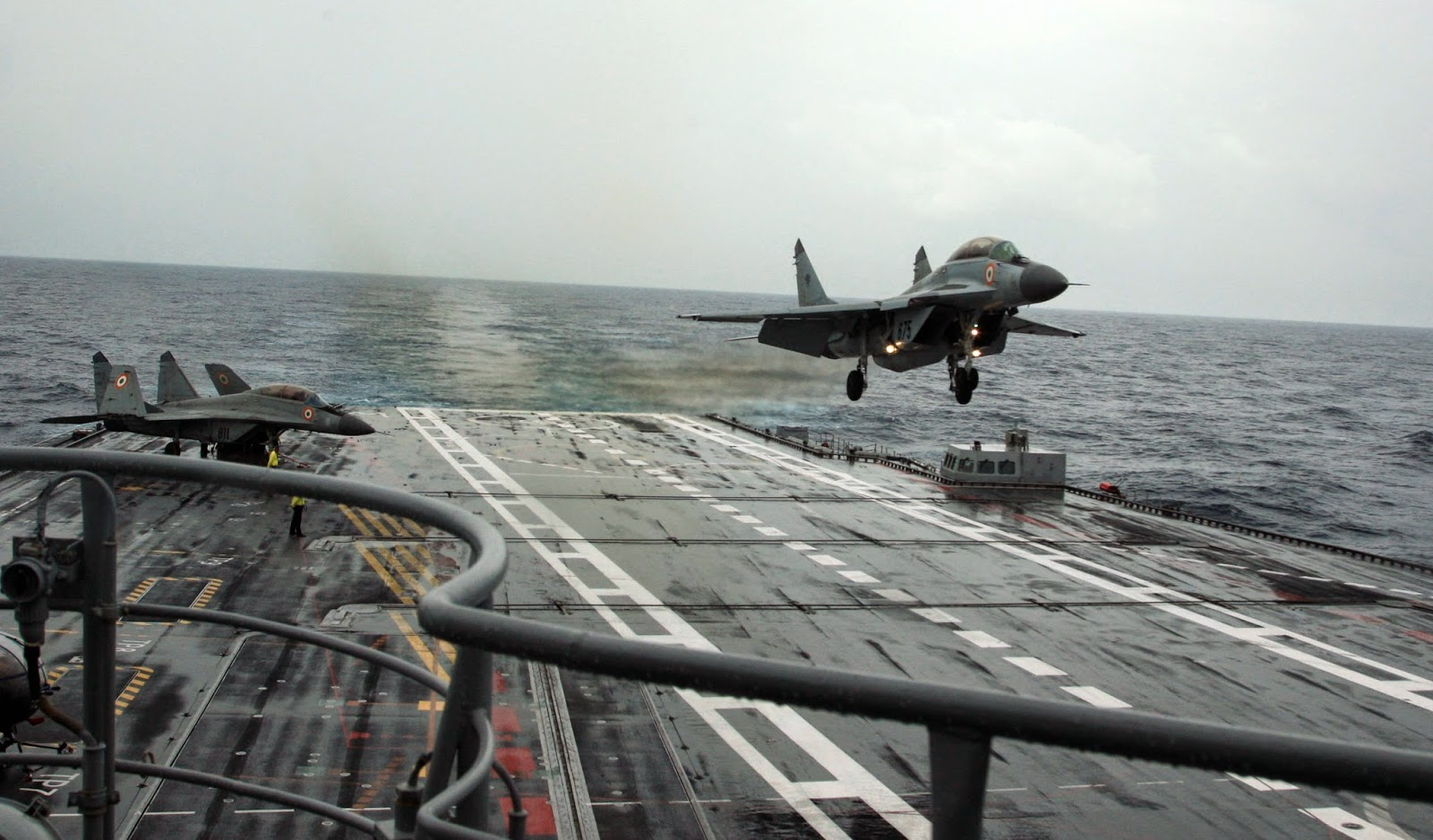

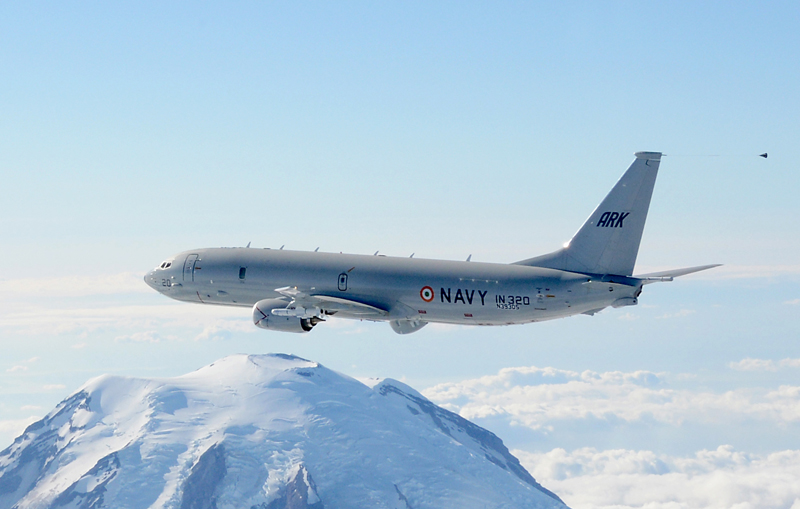

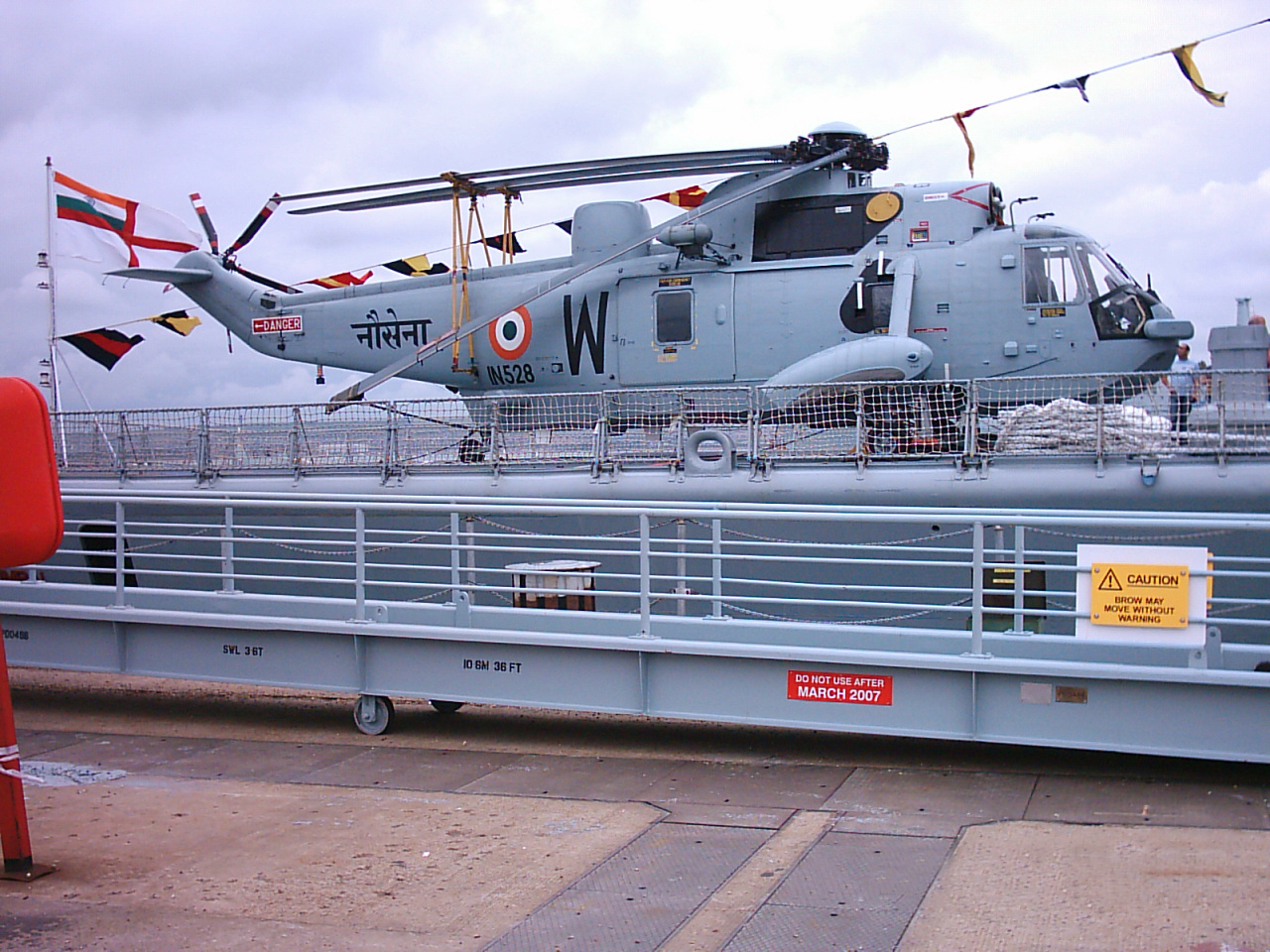

| Aérospatiale Alouette III HAL Chetak                                                               | Франция Индия  | поисково-спасательный вертолёт транспортный вертолёт вертолёт электронной разведки | 48         | французский вертолёт Aérospatiale SA.316B Alouette III по лицензии производился в Индии Из них: 25 SA316B Alouette III (Chetak) и 23 SA319 Alouette III |          |
| БПЛА                                                                                               |                |                                                                                    |            | |          |
| IAI Heron                                                                                          | Израиль        | БПЛА                                                                               | 4          | |          |
| Searcher Mk II                                                                                     | Израиль        | БПЛА                                                                               | 7          | |          |

В июле 2021 года ВМС Индии поставят три противолодочных вертолёта MH-60R «Си Хок» производства американской компании «Сикорский». Всего в рамках межправительственного контракта между США и Индией стоимостью около 2,6 млрд долларов запланирована поставка 24 вертолётов данной модификации.

## Префикс кораблей и судов
Корабли и суда ВМФ Индии имеют префикс INS (англ. Indian Naval Ship).

## Флаги кораблей и судов
| Флаг | Гюйс | Вымпел боевых кораблей | Президентский(почётный) флаг |
| ---- | ---- | ---------------------- | ---------------------------- |
|      |      |                        |                              |

Флаги должностных лиц (с 2022 года)
| Адмирал флота | Адмирал          | Вице-адмирал | Контр-адмирал |
| ------------- | ---------------- | ------------ | ------------- |
|               |                  |              |               |
| Коммодор      | Старший на рейде |              |               |
|               |                  |              |               |

#### Исторические флаги
| Флаг ВМС Индии(1947–1950) | Флаг ВМС Индии(1950–2001) | Флаг ВМС Индии(2001–2004) | Флаг ВМС Индии(2004–2014) |
| ------------------------- | ------------------------- | ------------------------- | ------------------------- |
|                           |                           |                           |                           |
| Флаг ВМС Индии(2014–2022) |                           |                           |                           |
|                           |                           |                           |                           |

| Адмирал флота | Адмирал          | Вице-адмирал | Контр-адмирал |
| ------------- | ---------------- | ------------ | ------------- |
|               |                  |              |               |
| Коммодор      | Старший на рейде |              |               |
|               |                  |              |               |

## Знаки различия

### Адмиралы и офицеры
[уточнить]
| Категории               | Адмиралы              | Адмиралы | Адмиралы     | Адмиралы      | Адмиралы  | Старшие офицеры    | Старшие офицеры    | Старшие офицеры      | Младшие офицеры   | Младшие офицеры |
| ----------------------- | --------------------- | -------- | ------------ | ------------- | --------- | ------------------ | ------------------ | -------------------- | ----------------- | --------------- |
| Погон                   |                       |          |              |               |           |                    |                    |                      |                   |                 |
| Повседневный погон      |                       |          |              |               |           |                    |                    |                      |                   |                 |
| Индийское звание        | Admiral of the Fleet¹ | Admiral  | Vice Admiral | Rear Admiral  | Commodore | Captain            | Commander          | Lieutenant Commander | Lieutenant        | Sublieutenant   |
| Российское соответствие | Адмирал флота         | Адмирал  | Вице-адмирал | Контр-адмирал | нет       | Капитан 1-го ранга | Капитан 2-го ранга | Капитан 3-го ранга   | Капитан-лейтенант | Лейтенант       |

¹ Почётное звание или звание военного времени. В настоящее время не используется.

### Подофицеры и матросы
[уточнить]
| Категории               | Подофицеры                   | Подофицеры                    | Подофицеры                   | Сержанты и старшины | Сержанты и старшины | Сержанты и старшины | Матросы   | Матросы |
| ----------------------- | ---------------------------- | ----------------------------- | ---------------------------- | ------------------- | ------------------- | ------------------- | --------- | ------- |
| Погон                   |                              |                               |                              |                     |                     | нет                 | нет       |         |
| Индийское звание        | Master Chief Petty Officer I | Master Chief Petty Officer II | Chief Petty Officer          | Petty Officer       | Leading Seaman      | Seaman I            | Seaman II | нет     |
| Российское соответствие | Старший мичман               | Мичман                        | Главный корабельный старшина | Главный старшина    | Старшина 1-й статьи | Старшина 2-й статьи | Матрос    | нет     |